# Dejuni
El dejuni és l'abstenció voluntària de prendre aliments ja sigui per raons mèdiques, d'higiene personal, espirituals o polítiques (en aquest darrer cas es parla de vaga de fam). Des del punt de vista mèdic es considera que el dejuni comença 16 hores després del darrer àpat. Cal destacar-ne el caràcter voluntari i per això s'exclouen de la noció de dejuni els casos contraris a la pròpia voluntat o la subalimentació, ja sigui per motius polítics, militars o socioeconòmics.
A la natura, els animals malalts ferits redueixen de manera instintiva els seus aports en nutrició. Les morses fan dejuni en el període de reproducció. Els pingüins mascles fan dejuni mentre coven l'ou entre les seves potes. Els animals que practiquen la hibernació dejunen de facto durant aquest període de feble activitat.

## El dejuni en la tradició

### En el judaisme
La religió jueva recomana diversos dejunis (taanit): el de Yom Kippur i el de Tixà be-Av (els dos únics dejunis mencionats en la Torà), el dejuni del 17 de tammuz, el dejuni de Guedalià, el dejuni del 10 de Tevet, el dejuni dels primogènits i el dejuni d'Ester.

### En el cristianisme
Entre els cristians el cicle anual està marcat per molts moments d'abstinència: tots els divendres de l'any i les vigílies de Pentecosta, l'Assumpció, Tots Sants i Nadal. I també els anomenats dies de Tèmpores que són dies assenyalats propers al començament de cada estació. Sembla que antigament el dejú era molt estricte, durava quaranta hores durant les quals els fidels observaven un dejuni complet. Més recentment era obligat que la quaresma fos un període durant el qual es menjava poc i d'escàs aliment, verdura, ous, sopes i aigua. Amb el pas del temps la pràctica de l'abstinència ha anat reduint-se a l'àmbit personal.
En les Esglésies catòlica ortodoxa el dejuni és considerat un factor de purificació i d'unió íntima amb Déu. El dejuni més comú és el que es fa segons la tradició des de mitjanit, tres o una hora abans de combregar. El període de Quaresma (els 40 dies que precedeixen la Pasqua) i el de l'Advent (4 setmanes abans de Nadal), es recomana el dejuni. El dejuni quaresmal es relaciona amb la privació total de menjar qualsevol tipus de carn o brou de carn, i qualsevol aliment provinent d'animals de sang calenta. Per això durant aquestes dates és habitual fer menjars a base de peix, sobretot bacallà, brous vegetals i verdures. Els divendres el dejuni consisteix a abstenir-se de menjar carn.
En l'església de Jesucrist dels Sants dels darrers dejunen el primer diumenge de cada mes. Per a ells el dejuni permet obtenir millor salut i ensenya a ser mestre d'un mateix (Pr 16:32), No cal que practiquin el dejuni ni els malalts, ni les persones de salut delicada ni els infants.

### En l'islam
En l'islam, el dejuni del mes de ramadà, anomenat sawm, és el quart pilar de l'islam. El dejuni es recomana també en altres èpoques de l'any, però durant el ramadà és obligatori per a tothom que pugui fer-lo. Estan exempts de complir amb el dejuni les dones embarassades o en període de menstruació, els malalts, els infants abans de la pubertat i els viatgers, entre d'altres. Es fa durant tots els dies del mes des de la sortida fins a la posta de sol.

### En l'hinduisme
Dins de l'hinduisme, el dejuni hi té un paper important. Alguns hindús fan dejuni alguns dies al mes, com l'onzè dia de cada cicle lunar o al pleniluni, o alguns dies de la setmana segons quina sigui la divinitat favorita. El dijous és un dia molt estès de dejuni al nord de l'Índia.

### Els esquimals
Durant el ritu d'iniciació, la visió que revela l'animal de tutela s'obté, entre altres coses, gràcies al dejuni.

## Dejuni per higiene
«La restricció calòrica és l'única intervenció coneguda capaç d'incrementar la longevitat dels mamífers i també capaç de reduir els càncers i retardar l'aparició de malalties relacionades amb l'envelliment.»
Quan s'ultrapassa el consum de nutrients que es poden assimilar es generen substàncies que el cos ha d'eliminar, com la creatinina, que enverinen la sang. Un dejuni progressiu pot evitar aquests efectes indesitjables.
S'estima que a Rússia hi ha unes 20 milions de persones que practiquen el dejuni i en gran part per raons mèdiques després de la catàstrofe de Txernòbil. A Alemanya, però, també hi ha 3 milions de persones que practiquen el dejuni i a França 300.000.

## Dejuni polític o vaga de fam

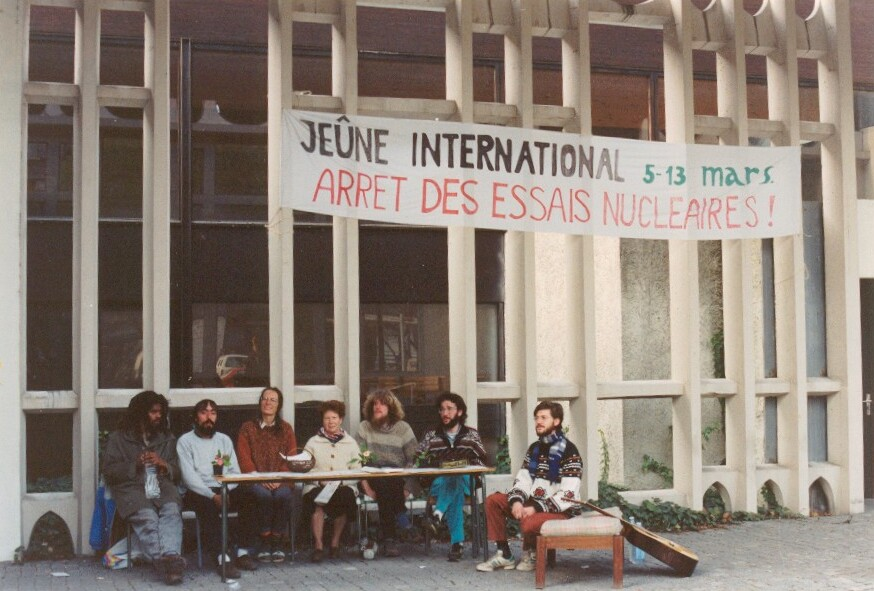
Dejuni internacional contra els assaigs nuclears a, Grenoble, 1990

La vaga de fam, és un tipus de dejuni utilitzat per a atreure l'atenció de manera extrema contra les injustícies o per obtenir diverses reivindicacions, polítiques, socials o d'altres. Mohandas Gandhi va popularitzar internacionalment aquesta pràctica dins del seu sistema de lluita no violenta. L'utilitzen sovint aquells que consideren que és llur única manera de ser escoltats, com per exemple els presoners o, darrerament a Europa, els immigrants sense papers que volen obtenir un permís de residència.
Normalment, durant una vaga de fam s'ingereix aigua, cosa que permet allargar el dejuni. L'actuació mèdica davant la vaga de fam política és delicada i diversa, variant des de forçar l'alimentació del vaguista per sonda gàstrica fins a respectar la voluntat del dejunador.

## Aspectes mèdics
Davant una anestèsia no urgent cal dejunar pel risc de vòmits amb la possible greu conseqüència de la síndrome de Mendelson. Després una intervenció quirúrgica es dejuna: causa d'un ileus digestiu (paràlisi intestinal), per protegir les sutures digestives. El dejuni afavoriria i acceleraria la cicatrització.
El cos, el cervell i els teixits nerviosos necessiten glucosa, per a un metabolisme normal (en règim normal, el cervell consumeix al voltant d'1 gram de glucosa per hora). Una vegada s'ha transformat la glucosa i no se'n forma més (per la manca d'aliment) hi ha una carència si també manca la proteïna durant molt de temps s'arriba a la mort. Hi ha dos casos principals: persones fràgils o pertorbades psicològicament i persones obeses que tindran una nutrició desequilibrada quan el cos s'alimenti d'ell mateix. L'organisme humà en bona salut pot suportar un dejuni total, però prenent beguda, fins a tres mesos.